# Mladkov
Mladkov (německy Wichstadtl) je městys nacházející se v okrese Ústí nad Orlicí v Pardubickém kraji, nedaleko polských hranic, 14 km východně od Žamberka. Žije zde 542 obyvatel. Prochází jím silnice II/312 spojující města Žamberk a Králíky. Součástí obce jsou i vesnice Dolany, Petrovičky a Vlčkovice. Prochází tudy železniční trať Letohrad – Lichkov, v Mladkově je umístěna zastávka.

## Historie
Městys Mladkov (původně Mladkow) byla založena mezi lety 1324-1340 pány Zebínskými z Kyšperka  na místě mezi třemi kopci, dnes nazývanými „Hraničák“, „Adamák“, a „Šibeničák“). Tyto tři kopce jsou dodnes ve znaku obce. První písemné zmínky o obci pocházejí z roku 1354.
Ve 14. století oblast patřila pánům ze Žampachu. Hrad Žampach Karel IV. dobyl a majetek i s clem Mladkovským daroval Čeňku z Potštejna. Přírodní podmínky místa vymezovaly skromné rozměry středověké lokace. Na jedné straně strmé svahy nad řekou, na druhé straně poměrně široký pás inundačního území podél pravého břehu řeky. Základem obce je drobné náměstí nepravidelného tvaru, protažené podél cesty přicházející z jihu podél Orlice a pokračující strmým údolím potoka do sedla Bystřických hor a do Kladska. Příčná cesta odbočovala z horní části náměstí. Sídlo pravděpodobně těžilo z postavení hornického sídliště a nemělo zemědělský charakter (odkázáno na dovoz potravin). Domy byly v této rané době již poměrně velké, ale neměly zemědělské zázemí. Exponovaná pohraniční poloha byla chráněna opevněným areálem kostela.
Z roku 1513 jsou zmínky i opevněném sídle s hradbami či parkánovým opevněním a příkopem, v dobových dokumentech je nazýváno srubem, zmiňována je existence pivovaru. Srub stál na strmé skále na pravém břehu Orlice, skála ze třech stran spadá do údolí Orlice, pouze ze severní strany navazující na okolní rovinatý terén. Nepatrná terénní vlna v těch místech je snad pozůstatkem tehdejšího opevnění. V 16. století ale došlo ke kolonizaci 10 km východně vzdáleného Králicka, kam mohla část obyvatel odejít a Mladkov tak postupně ztratil své postavení posledního kolonizovaného pohraniční v oblasti. V roce 1577 byl Mladkov uváděn jako městečko se sklářskou hutí, pro kterou zde byl dostatek dřeva i potřebných nerostů a která zajišťovala obživu. Zprávy vypovídají o mimořádně skromných poměrech a celkovém počtu 28 domů.

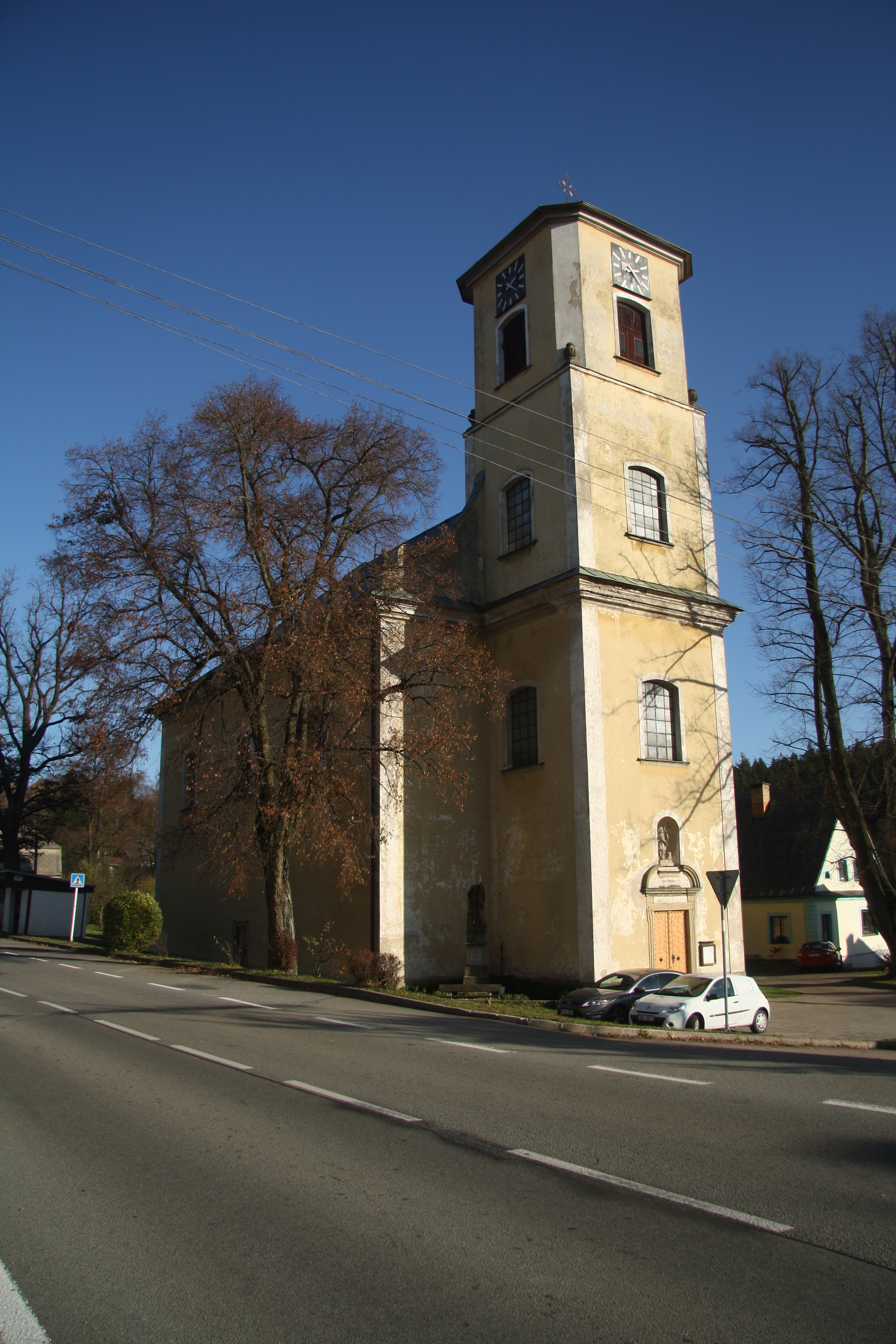
Kostel sv. Jana Křtitele

Velký růst oblast zažívá od 17. do 19. století, kdy vznikají tři řemeslnické čtvrti. Jednak naproti městečku za potokem v okolí nového zděného kostela a fary z roku 1697. Velikost kostela vypovídá o nárůstu počtu obyvatel v této době. Východně od náměstí se zástavba rozrůstá podél řeky. A jižně od městečka při řece dokonce vzniká zástavba kolem nové protáhlé návsi. V 17. století vznikla v obci škola. Raně barokní úpravy kostela sv. Jana Křtitele byly provedeny v letech 1736-1744. Jednolodní, křížově sklenutá loď, valeně sklenutý polygonální presbytář, po obou stranách lodi tři arkádové kaple s tribunami nad nimi, barokní zařízení kostela z místní dílny, oltář se sochami sv. Anny a sv. Jáchyma, obraz křtu Kristova, socha sv. Jana Nepomuckého, v blízkosti kostela sousoší Kalvárie.
V roce 1869 byl v obci absolutní maximální počet obyvatel a dlouhodobě největší počet domů (159/1083). Na základě podmínek kapitulace z války s Prusy je v roce 1874 dokončena železnice z Ústí nad Orlicí do Kladska, zastávka v obci je však zřízena až v roce 1899. Železnice sice přispěla k rozvoji řemesel, ale došlo k stavební stagnaci. V roce 1927 byl postaven činžovní dům u železniční zastávky pro českou menšinu (719 obyvatel, z toho 129 Čechů). V roce 1930 pro nedostatek financí nebyl realizován záměr stavby lázní na radioaktivních pramenech. V letech 1935 až 1938 bylo vystavěno betonové hraniční opevnění. Do roku 1945 docházelo k dostavbě volných ploch v malebné zástavbě, zejména v jižní části obce. Domy mají charakter jednak netradiční “vilkové” architektury, často s historizujícími prvky, stále se však staví i tradičně řešené domy v důsledku neměnného systému zemědělského hospodaření a řemeslnické výroby.
Po druhé světové válce došlo v Mladkově, podobně jako na jiných místech někdejších Sudet, k vysídlení obyvatelstva německé národnosti, k němuž dal podnět již 16. května 1945 svým projevem na Staroměstském náměstí v Praze prezident Edvard Beneš. Na jeho počátku došlo v obci 22. května 1945 v důsledku aktivit partyzánské divize Václavík k lidovému soudu s místními Němci, který vynesl deset rozsudků smrti (4 muži byli partyzány ubiti a následně nazí pověšeni na lípy u kostela, šest mužů bylo u kostelní zdi zastřeleno; mezi nimi rovněž starosta obce Ferdinand Katzer a vrchní učitel Pischel).
Většina německojazyčných obyvatel byla z Mladkova vyvedena směrem k česko-polské hranici a ponechána svému osudu ještě v červnu téhož roku. Okres Žamberk byl dosídlován českým obyvatelstvem z vnitrozemí, odhad osídlení v roce 1947 je ale jen 50-60 % původního předválečného stavu, k roku 1950 je uváděno 451 v Mladkově obyvatel.
V zástavbě Mladkova došlo v průběhu poválečných desetiletí k rušivým demolicím a modernizacím. Nejviditelnějším příkladem bylo zboření severovýchodní části náměstí kvůli možnosti vjezdu autobusů a nákladních vozidel (1955), na místě zbořených domů byl zřízen parčík. Pro zaměstnance státního statku postaveny v 70. letech 20. století bytové domy, které k tradiční zástavbě vesnice nemají žádný vztah, podobné je to s další zástavbou z doby socialismu v centru obce: novostavbou kulturního domu při hostinci na místě původních stodol, novostavbou samoobsluhy, zemědělských provozů, aj.
Od 22. října 2018 je Mladkov z rozhodnutí předsedy Poslanecké sněmovny Parlamentu České republiky znovu městysem.

## Pamětihodnosti
- Kostel svatého Jana Křtitele položený východně od náměstí.

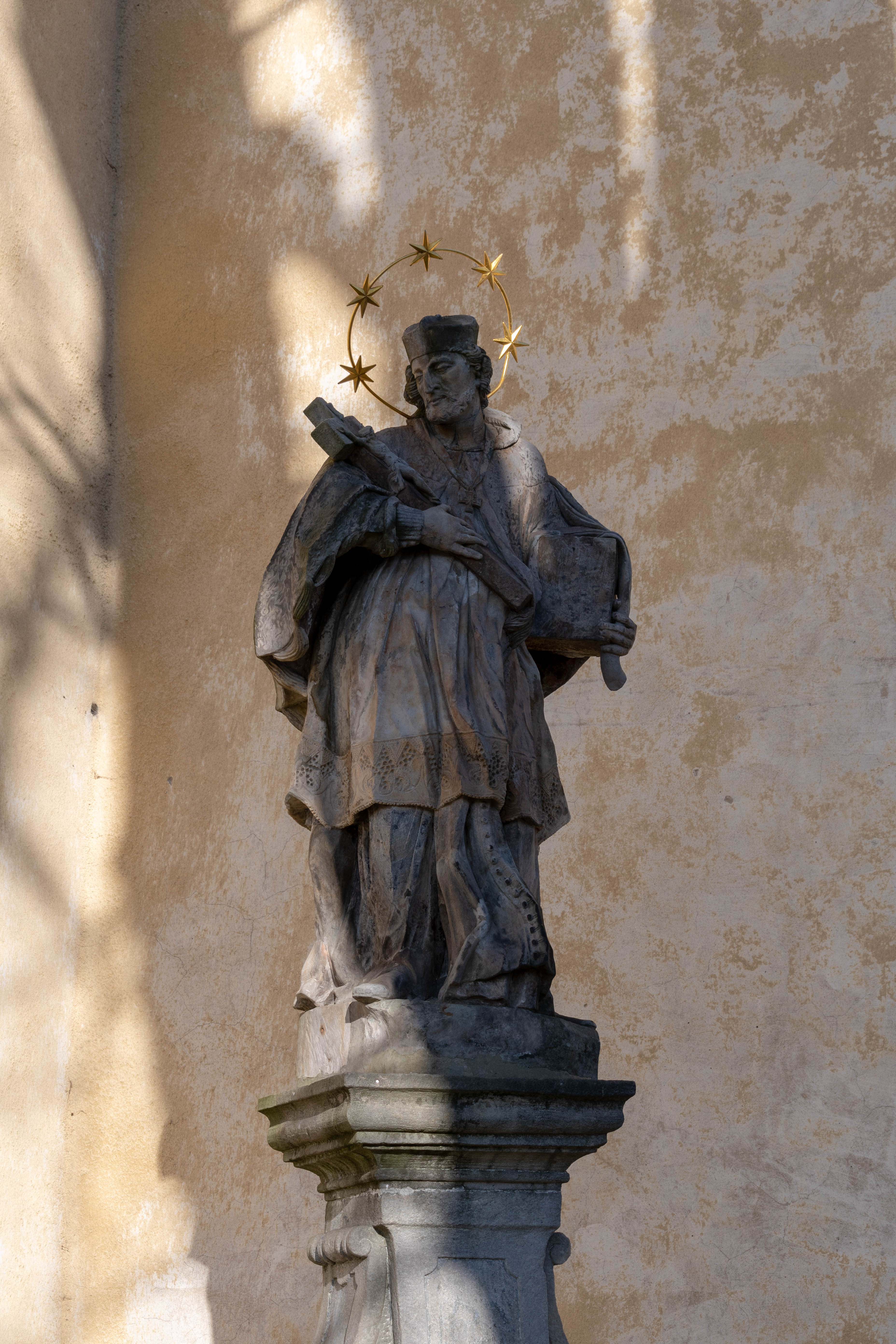
Socha sv. Jana Nepomuckého u kostela

- Klasicistní sousoší Kalvárie před kostelem s členitým podstavcem s reliéfní výzdobou (Jan Nepomucký, arma Christi), z roku 1849, renovované 1933.
- Pozdně barokní socha Jana Nepomuckého z roku 1756 u jižní paty kostelní věže.
- Socha sv. Floriána z roku 1878 u severní paty kostelní věže.
- Barokní sloup se sochou Panny Marie Immaculaty z počátku 18. století u kašny na náměstí.
- Kamenný památník z konce 19. století u křižovatky silnic Mladkov-Vlčkovice-Petrovičky, vybudovaný stavebním mistrem Josefem Hübnerem k završení výstavby okresní silnice.
- Pomník "Na památku obětem nesmyslných světových válek" u lesní cesty k Petrovičkám.

Z architektonického hlediska stojí rovněž za zmínku domy na západní straně náměstí, četné domovní kamenné portály, kamenná kašna a klasicistní dům uprostřed východní strany náměstí se zazděným podloubím. Dále pak tradiční roubené a poloroubené domy, nejstarší z konce 18. století a začátku 2. poloviny 19. století a v neposlední řadě pak několik objektů „vilkového“ charakteru v historizujících slozích z meziválečného období.

## Zajímavosti
Od 1. prosince 2013 mají v obci Mladkov dle České databanky rekordů na základě uděleného certifikátu od pelhřimovské agentury Dobrý den Nejvyšší živě rostoucí vánočně ozdobený strom. Jedná se o smrk ztepilý o výšce 30,57 m, s odhadovaným stářím 75 až 80 let, rostoucí nedaleko Tiché Orlice a jen pár desítek metrů od centra obce, který je každoročně vánočně zdoben. V roce 2014 došlo ke kompletní náhradě původního osvětlení, kdy staré žárovky nahradila nová instalace, složená z 8000 moderních LED diod. Na špici rekordního smrku se nachází nová 3D hvězda a její tvar je tak nyní viditelný ze všech směrů. O zdobení stromu se stará SDH Mladkov, osvětlení dodala firma ATELIR MAUR.
V obci působila  až do roku 2021 malá pobočná provozovna družstva Dřevotvar Jablonné nad Orlicí, která se specializovala na výrobu luxusních uzavřených zahradních dřevěných altánů typu Gazete, Gloriette a Pagode, určených zejména pro zahraniční odběratele, např. německou firmu Gaiger.

## Osobnosti

### Rodáci
- Vojtěch Král z Dobré Vody (1844–1913), český heraldik, sfragistik, sběratel, ilustrátor a cvičitel Sokola
- Gudrun Pausewang (1928–2020), německá spisovatelka

## Další fotografie

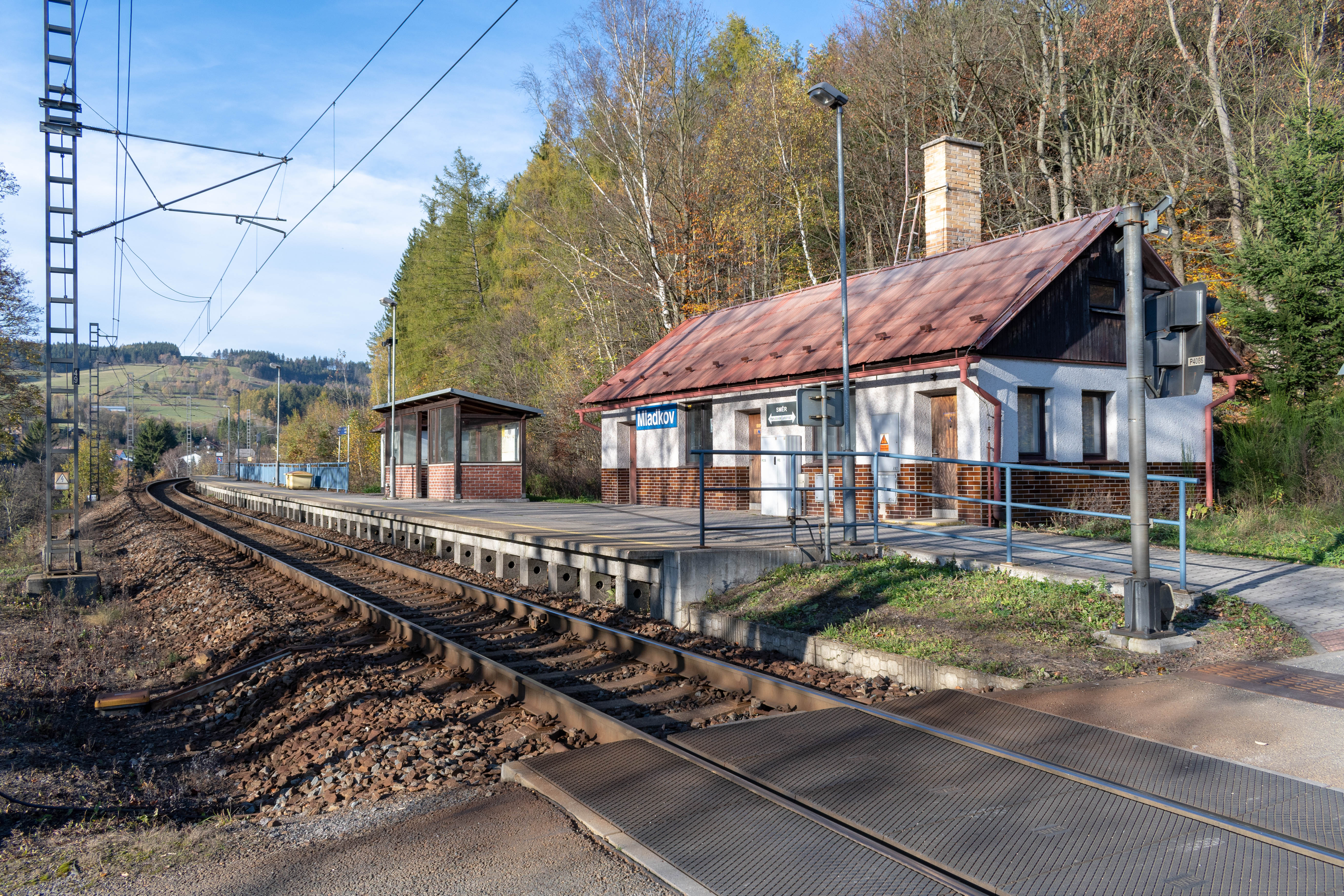
Železniční zastávka
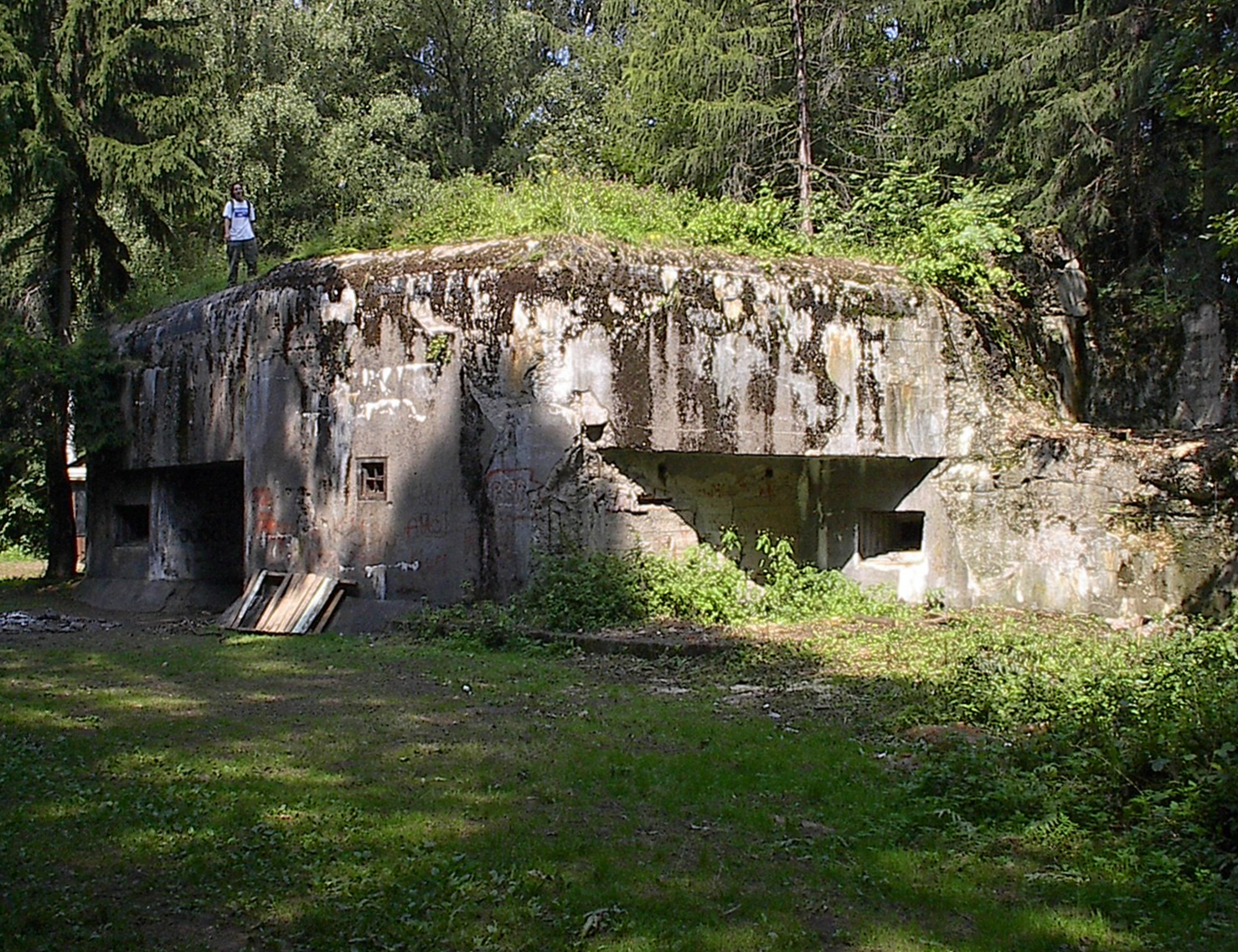
Pěchotní srub K-S 35
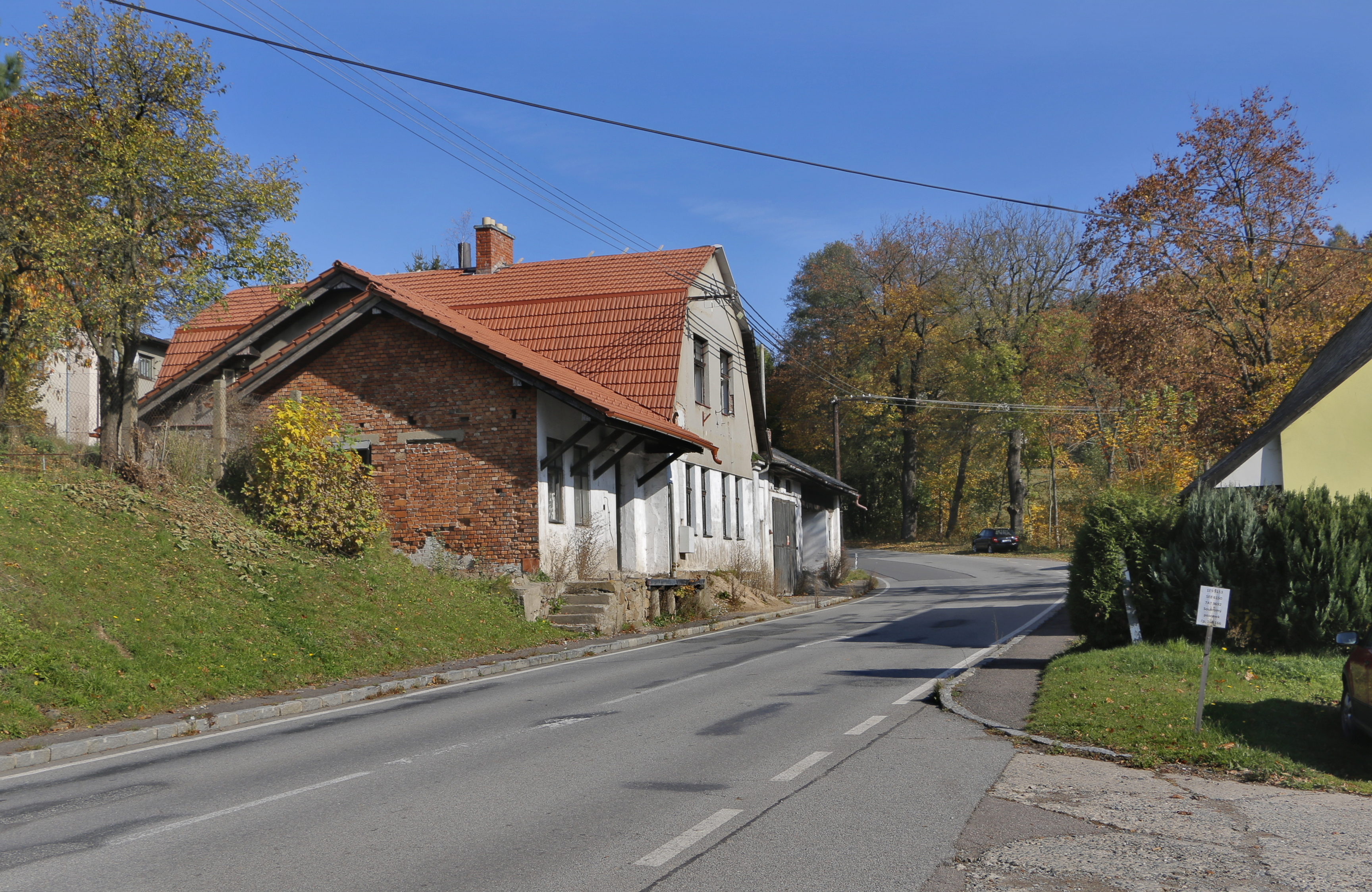
Východní část obce
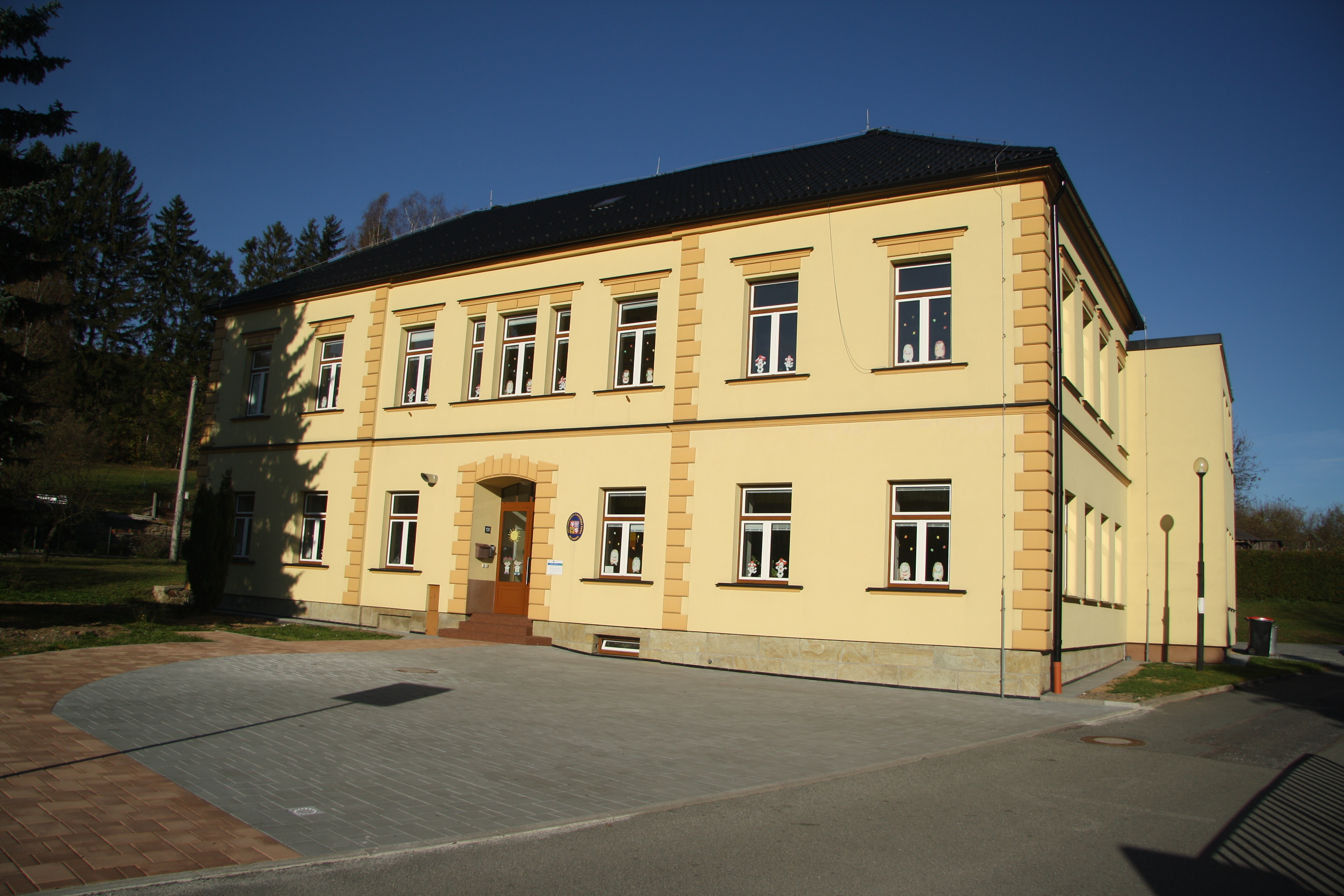
Základní škola